# Contrat de quartier durable

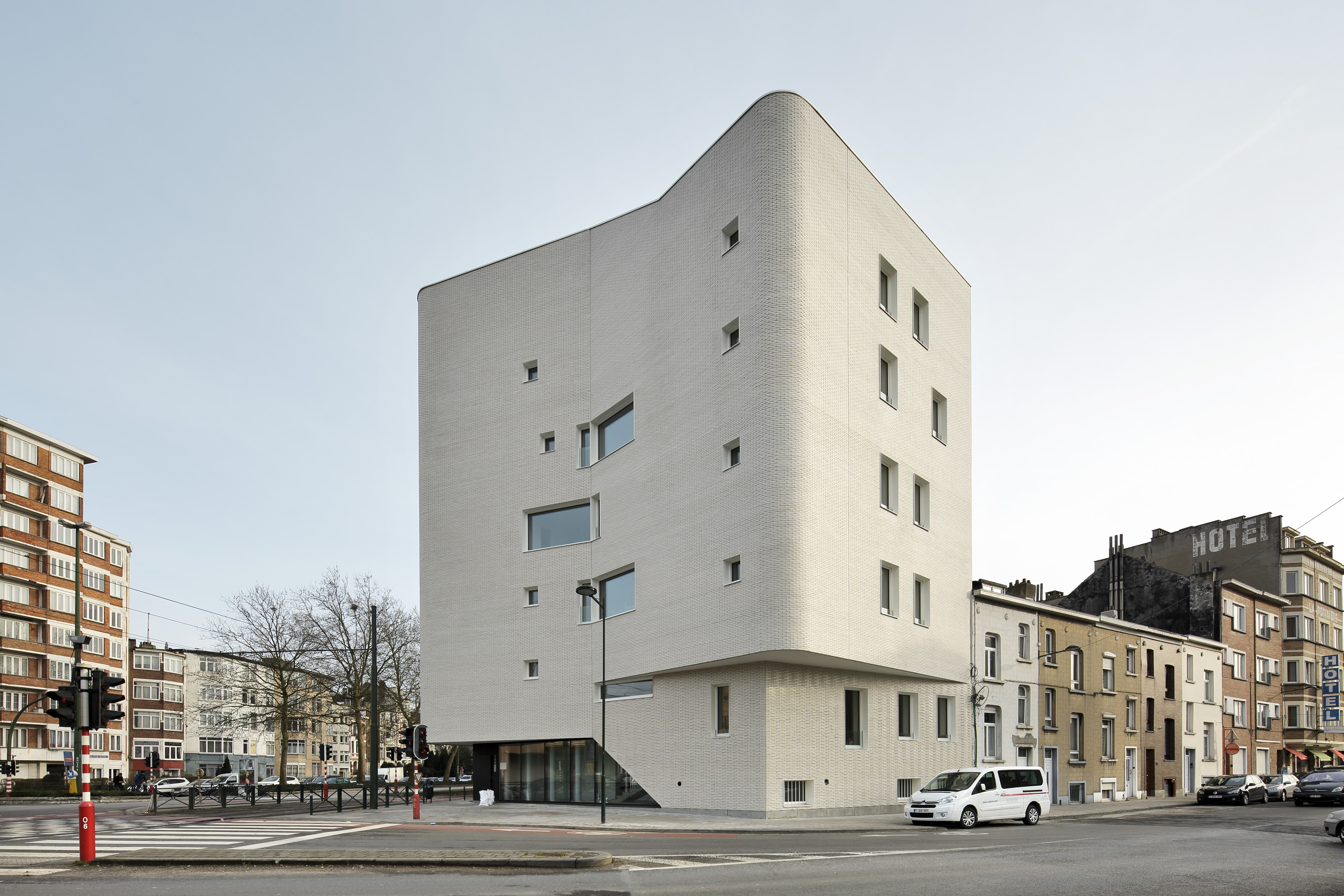
Construction d'un immeuble de logements réalisés dans le cadre du Contrat de quartier Navez-Portaels à Schaerbeek. Architectes : V+ et MS-a

Un Contrat de quartier durable est un plan d'action conclu entre la Région de Bruxelles-Capitale, une commune bruxelloise et les habitants d'un de ses quartiers. Cette politique de rénovation urbaine s'étend sur quatre années et vise à réaliser un programme défini de façon participative.
Faisant suite, notamment, aux émeutes de Forest (1991), et appelée « contrats de quartiers » lors de sa création en 1993, cette politique de rénovation urbaine a été renommée en « contrats de quartiers durables » en 2010, la nouvelle ordonnance du Gouvernement bruxellois portant une attention particulière à la dimension environnementale et au caractère durable des actions menées.
La première série a été lancée en 1994 avec six programmes, puis 4 en 1997. Ils ont ensuite été financés au rythme de 4 nouveaux programmes par an entre 1999 et 2014 (et même 5 en 2000 et 2001), puis le Gouvernement de la Région de Bruxelles-Capitale a réduit leur nombre depuis 2015.

## Périmètre d'intervention
Les Contrats de quartiers durables sont créés dans les limites de la Zone de Revitalisation urbaine (ZRU), un périmètre d'intervention prioritaire qui couvre un nombre important de quartiers situés dans les communes suivantes : Anderlecht, Bruxelles, Etterbeek, Evere, Forest, Ixelles, Jette, Koekelberg, Molenbeek-Saint-Jean, Saint-Gilles, Saint-Josse-ten-Noode, Schaerbeek et Uccle. 
L'objectif est d'intervenir en priorité dans des quartiers marqués par de fortes inégalités sociales, qui comportent des logements mal équipés ou insalubres, dont le cadre de vie est peu agréable, où le lien social est affaibli.

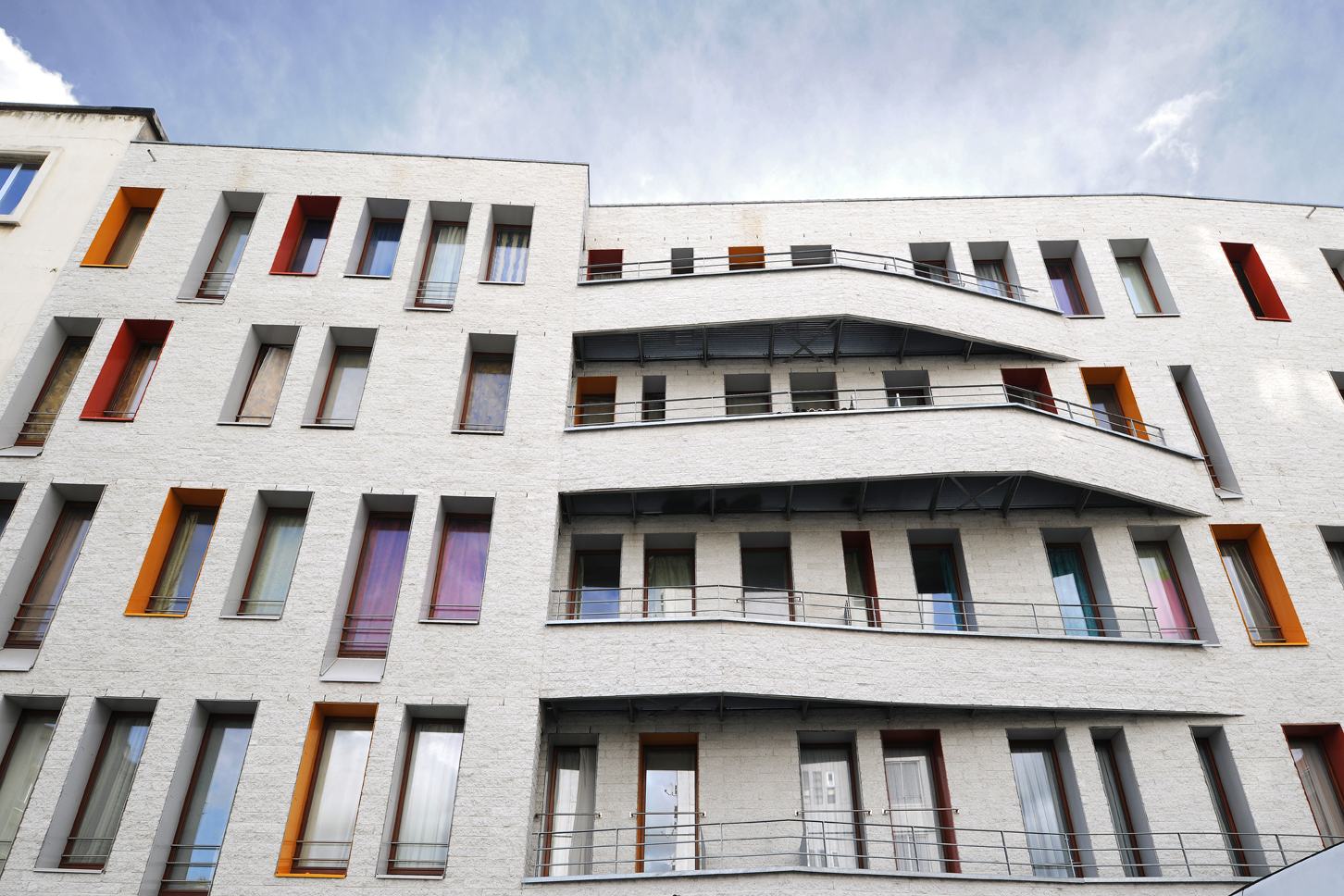
Logements rue de la Verdure à Bruxelles-Ville. Contrat de Quartier Van Artevelde
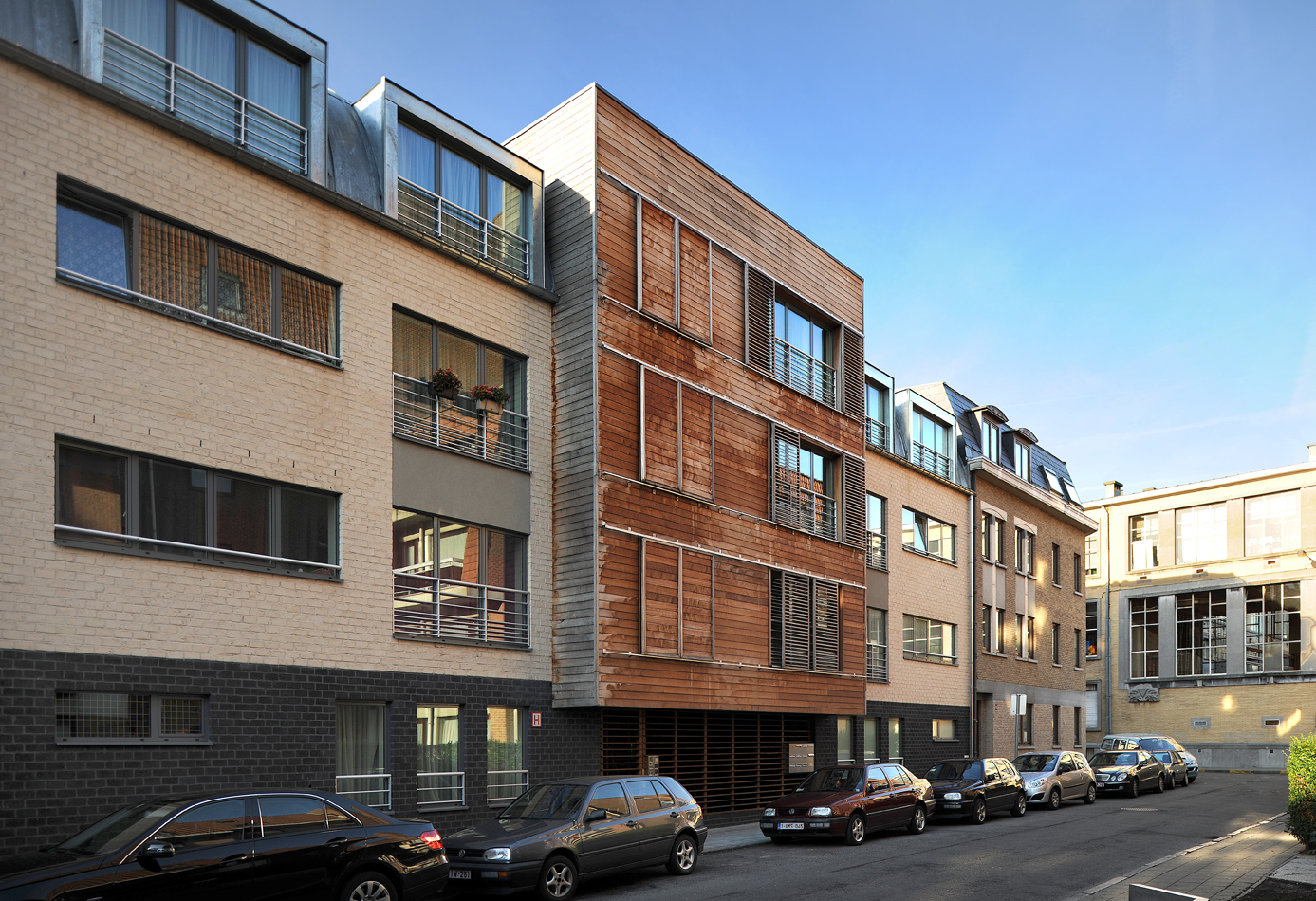
Logements rue des Tisserands à Koekelberg. Contrat de Quartier Vanhuffel
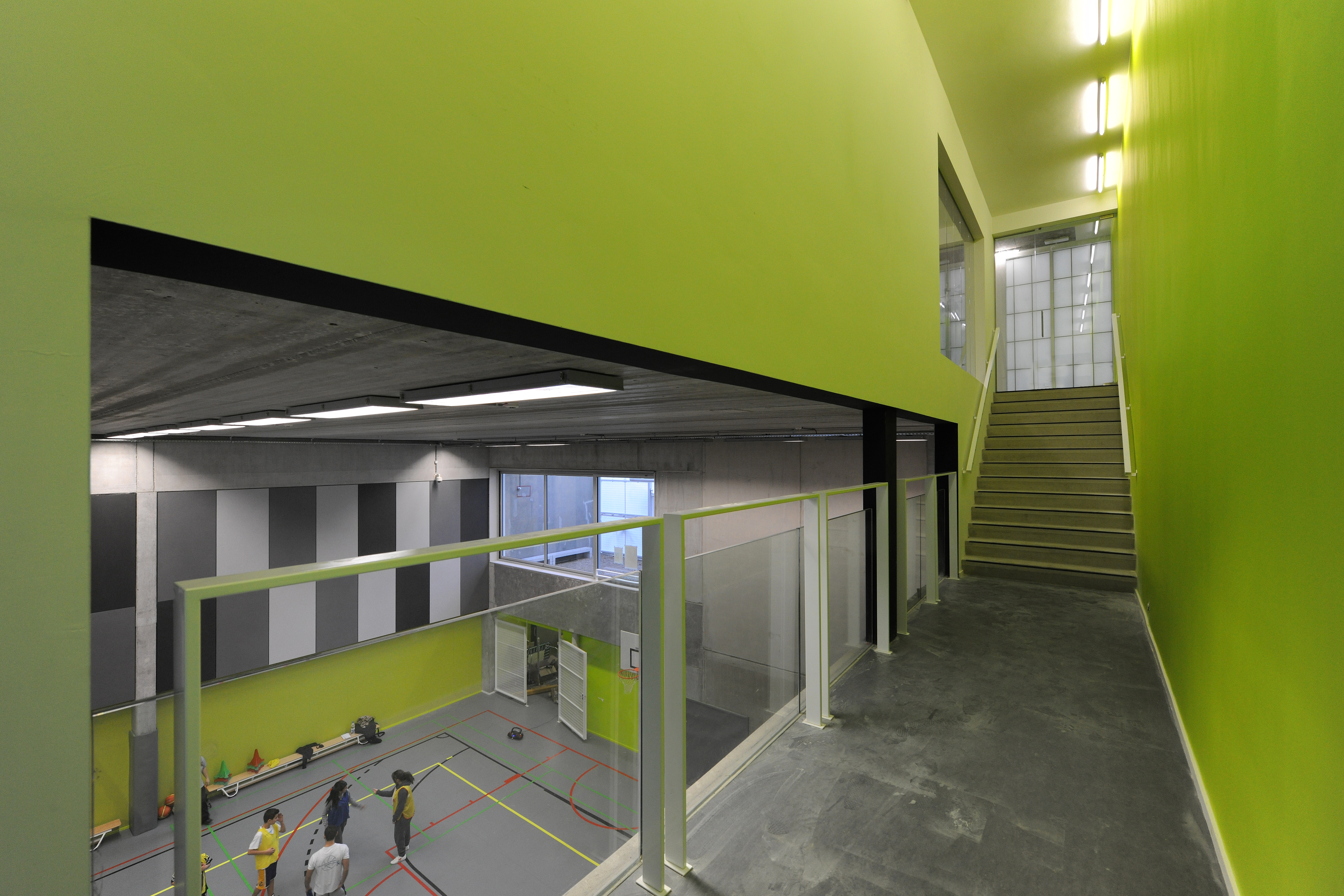
Salle de sport située rue Royale Sainte-Marie, à Schaerbeek. Contrat de Quartier Lehon–Kessels
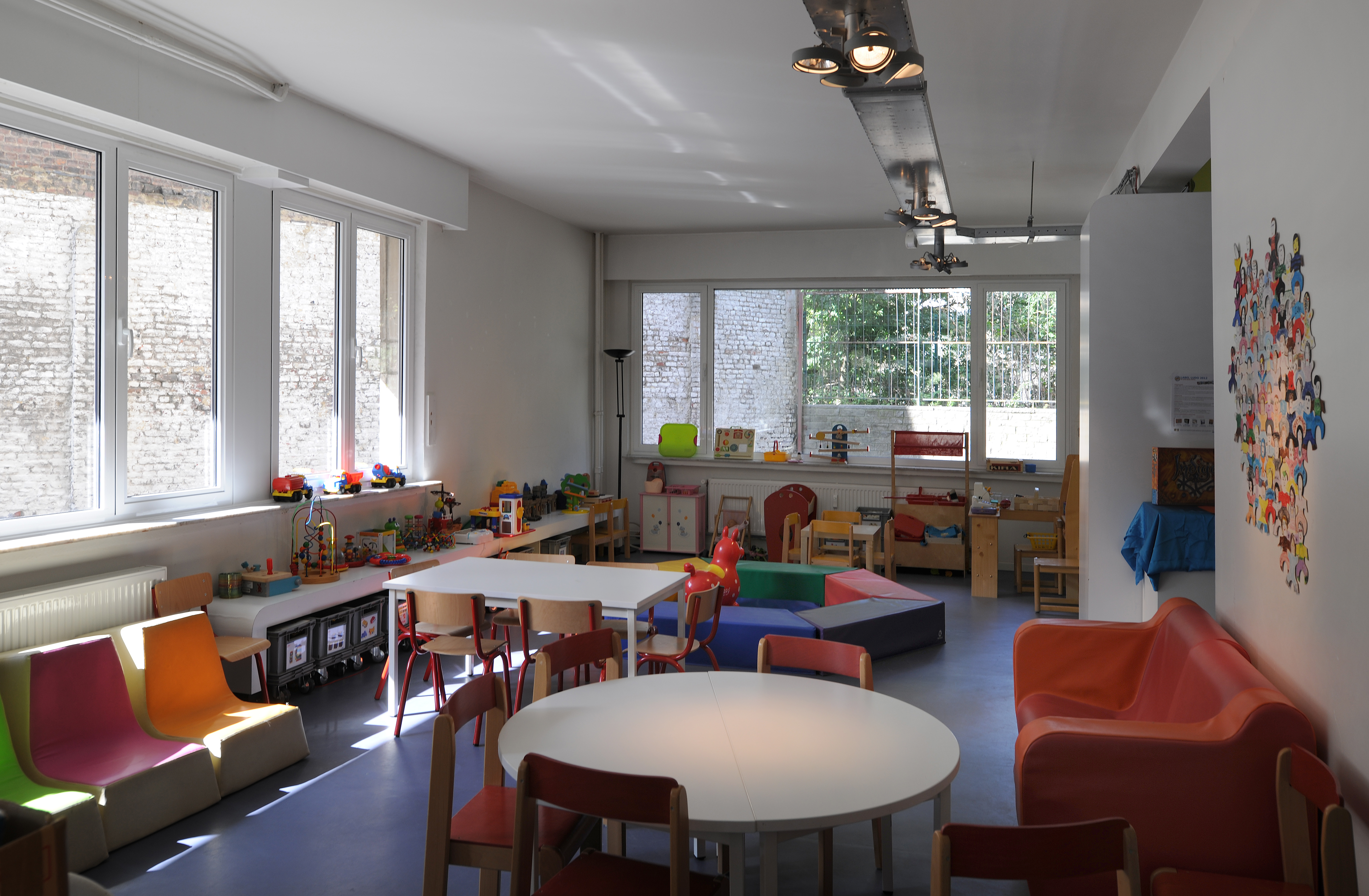
Ludothèque juniors / seniors à Molenbeek-Saint-Jean. Contrat de Quartier Escaut–Meuse
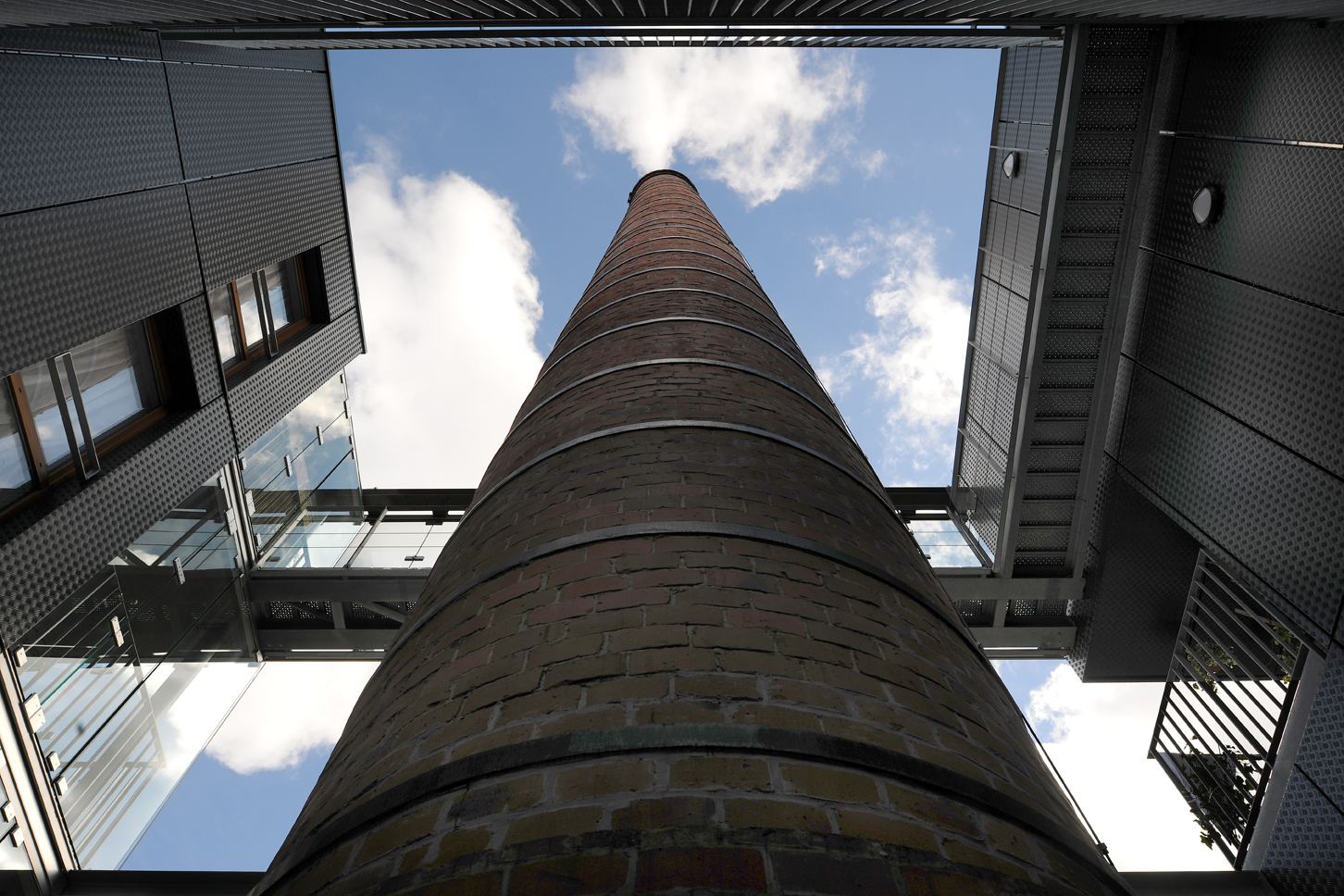
Logements dans l'ancienne savonnerie Heymans. Contrat de Quartier Van Artevelde

## Types de projets
- Logements
  - Création et rénovation de logements destinés en priorité aux bas et moyens revenus[4].

- Équipements et infrastructures de proximité
  - Priorité aux équipements et infrastructures consacrés à l'enfance et à la jeunesse.

- Espaces publics
  - Amélioration de l'accessibilité des espaces publics, création de nouveaux espaces verts, etc.[5]

- Actions socio-économiques
  - Réalisation d’actions contribuant à une revitalisation sociale et économique du quartier, par le soutien d’initiatives sociales[6].

- Espaces productifs, économiques et commerciaux
  - Construction ou transformation de lieux destinés aux entreprises et commerces de proximité.

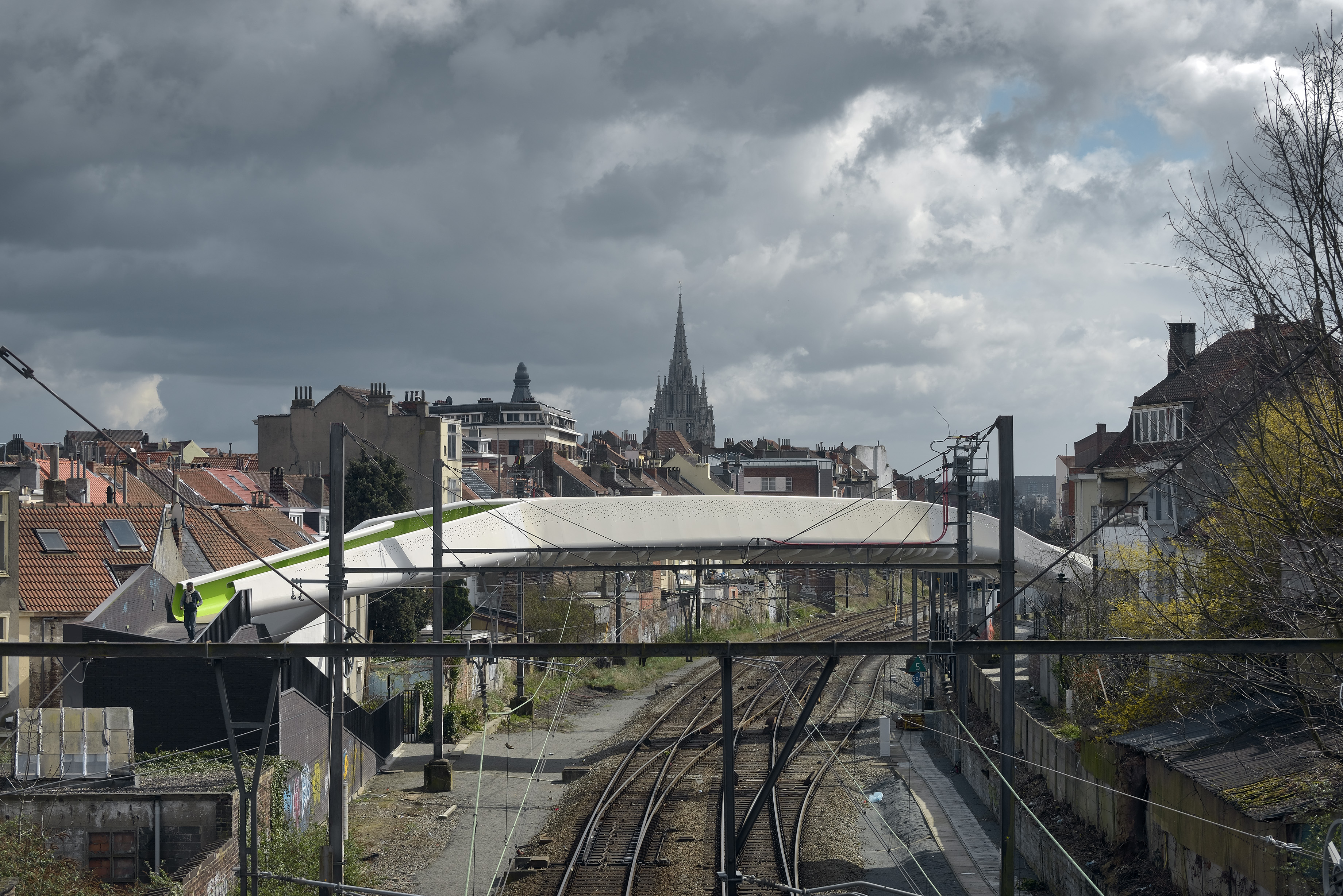
Passerelle Fransman à Laeken. Contrat de Quartier Léopold à Léopold
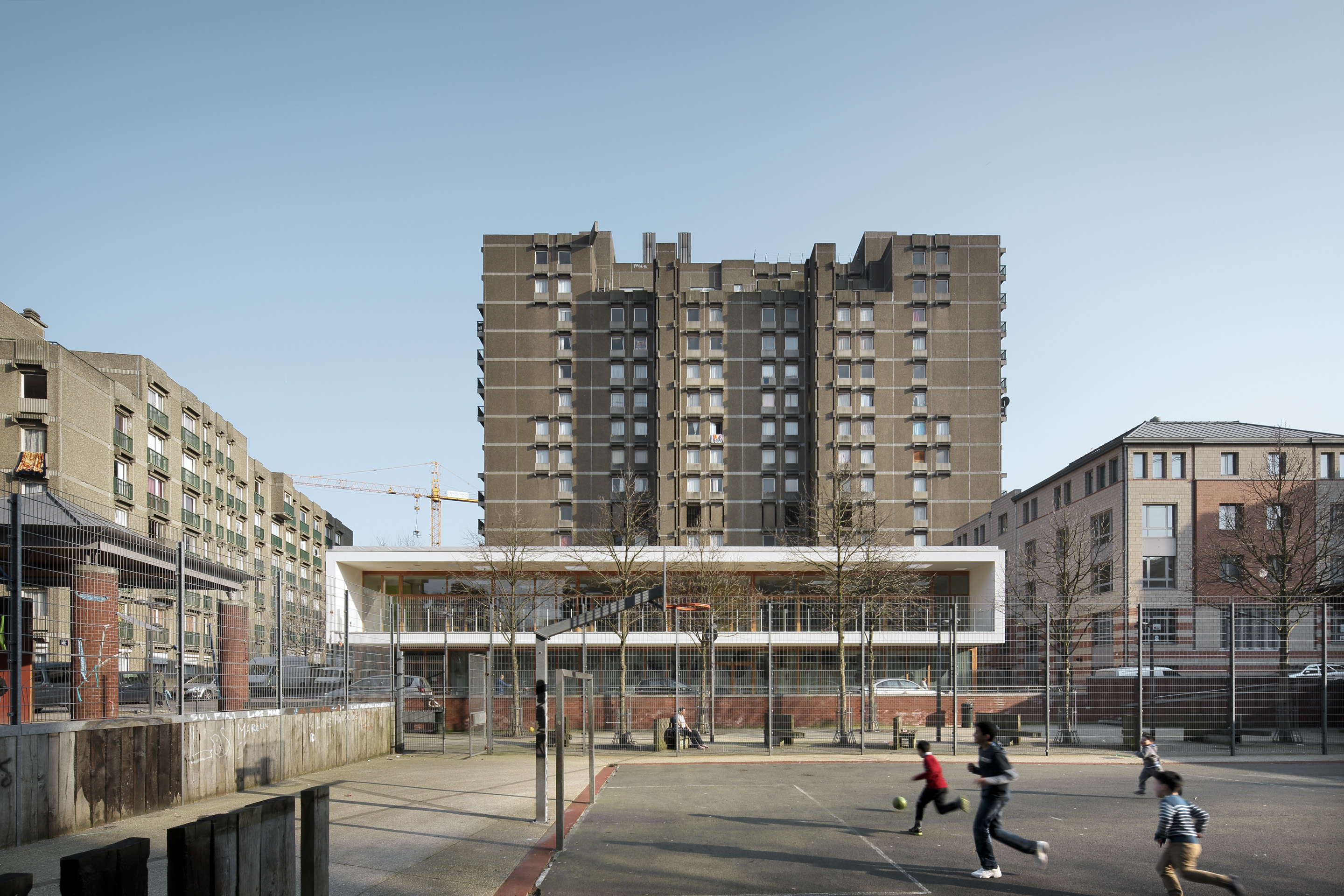
Crèche de la dalle de la Querelle à Bruxelles. Contrat de Quartier Rouppe
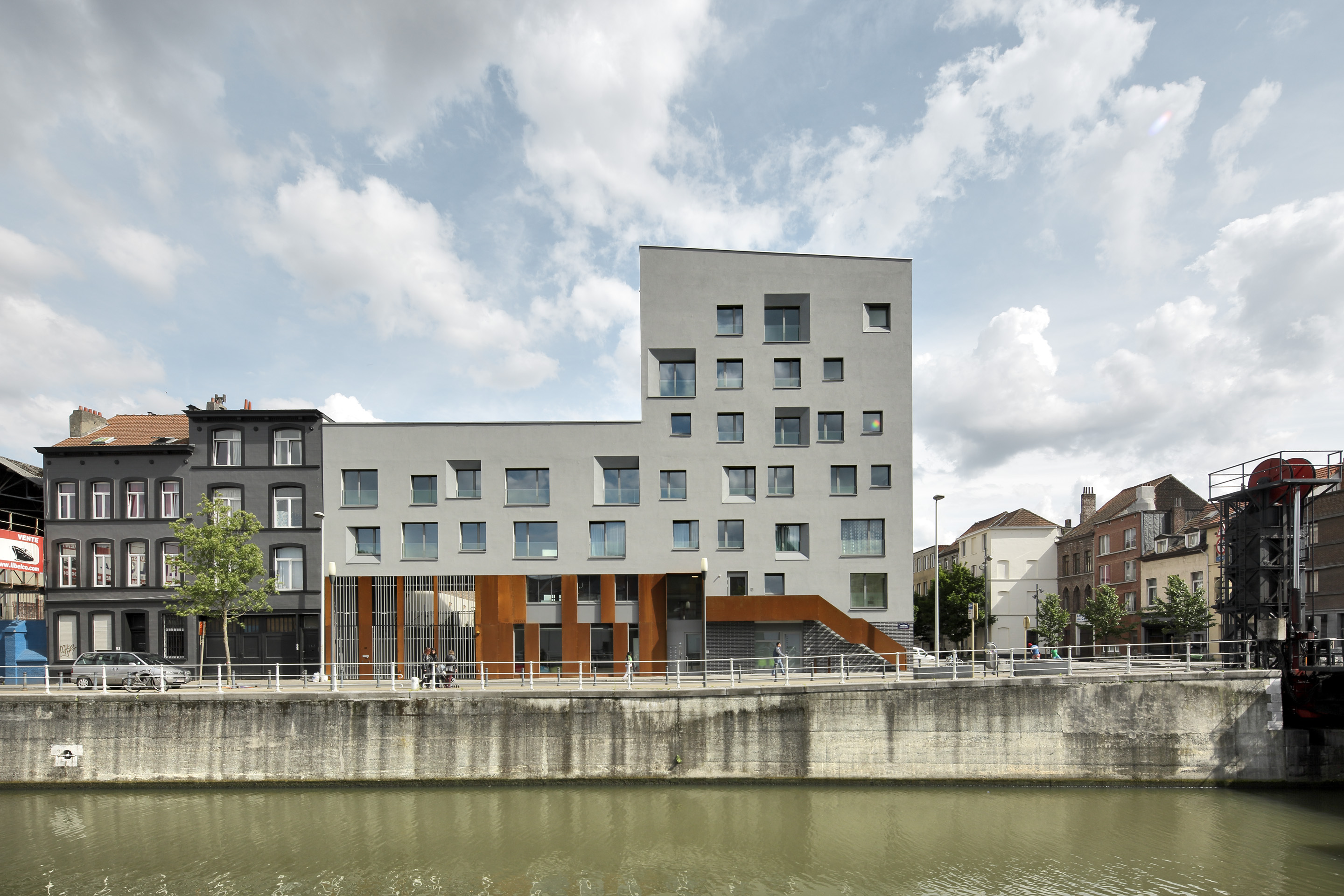
Logements et équipements Liverpool-Industrie à Molenbeek-Saint-Jean. Contrat de Quartier Écluse–Saint-Lazare
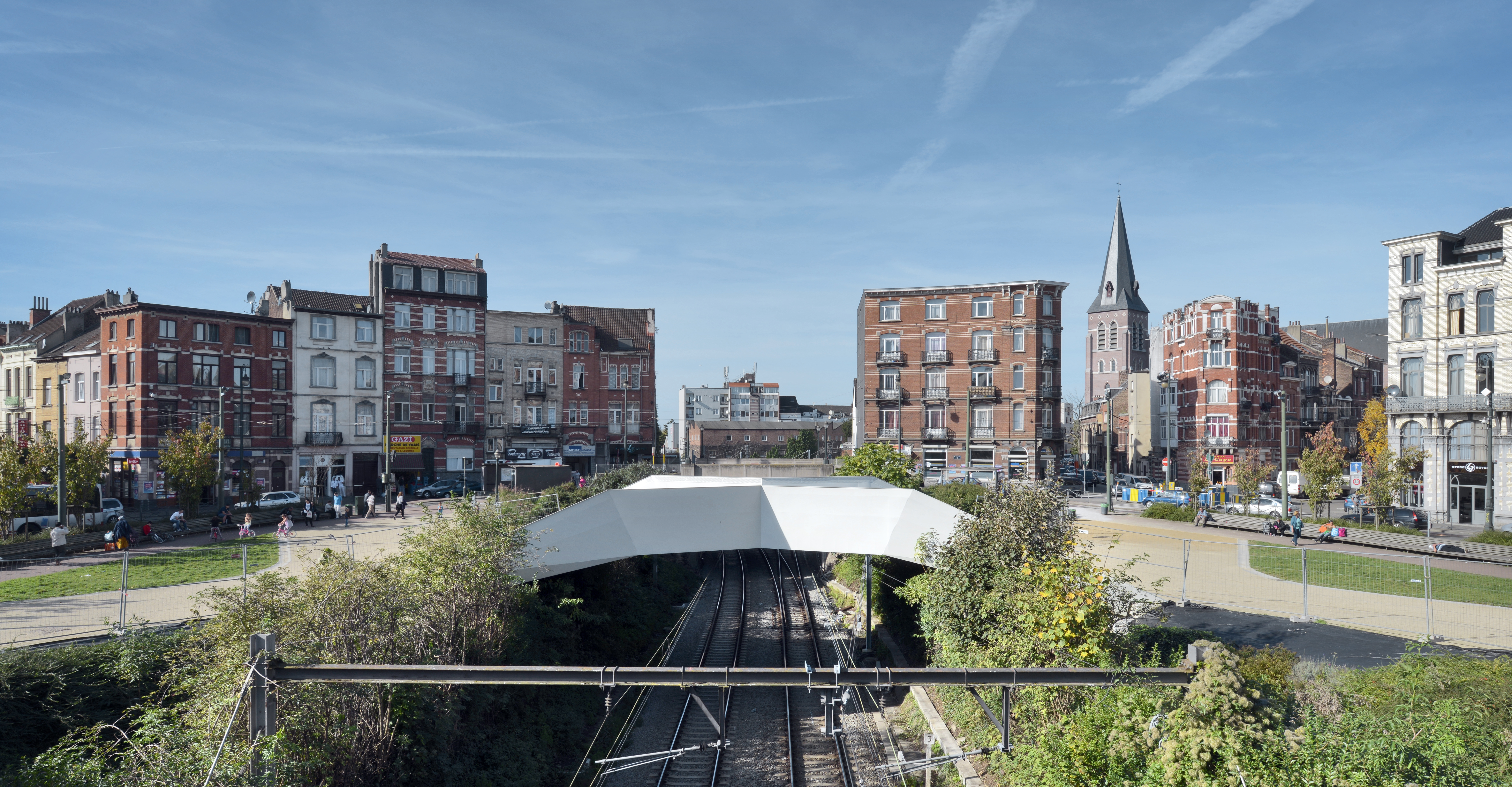
Passerelle Place Verboekhoven à Schaerbeek. Contrat de Quartier Navez–Portaels
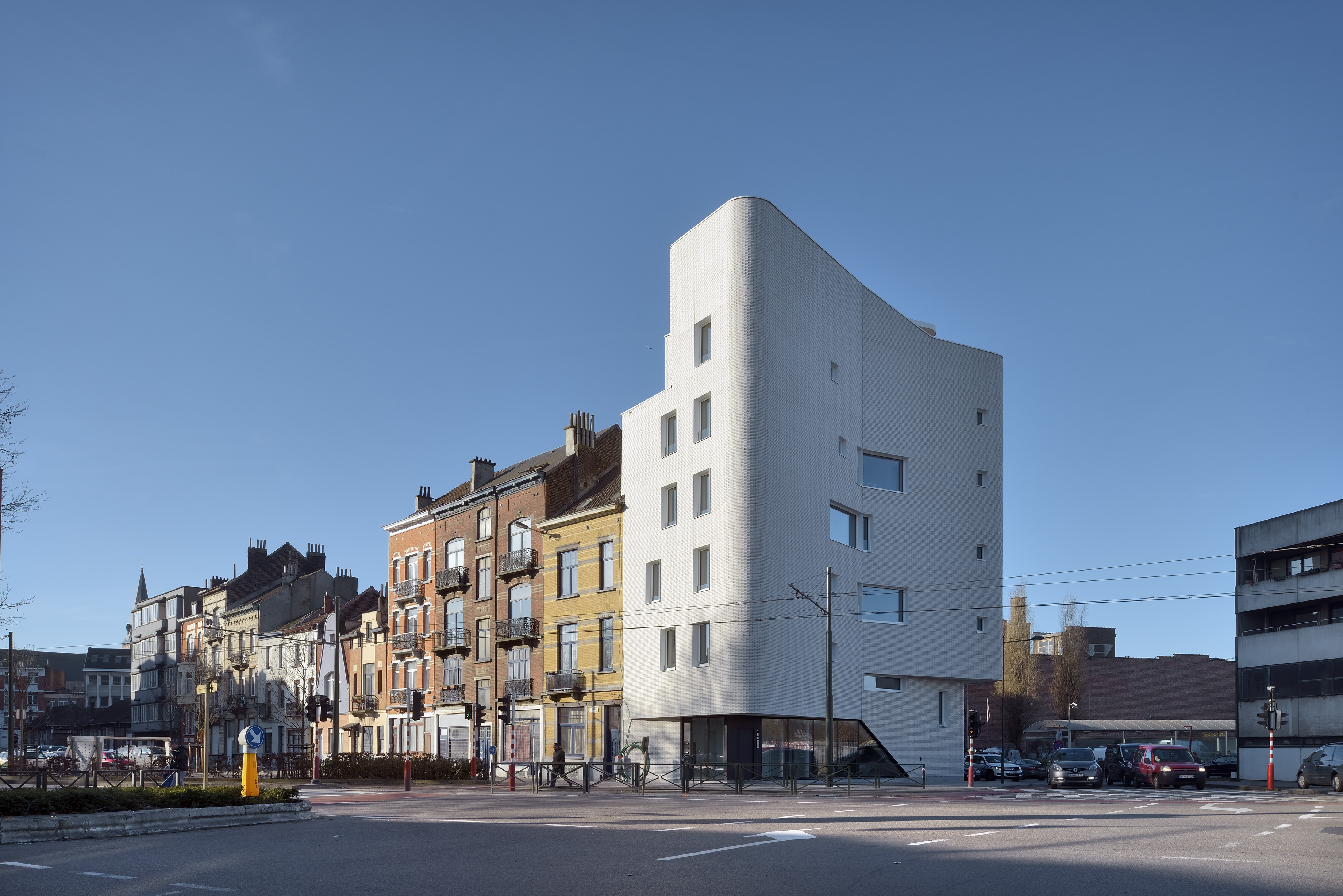
Logements à l'angle Navez-Portaels à Schaerbeek. Contrat de Quartier Navez–Portaels

## Quelques projets réalisés
| Année | Projet                                  | Description                                                                                    | Bureau d'études            | Contrat de Quartier | Commune              |
| ----- | --------------------------------------- | ---------------------------------------------------------------------------------------------- | -------------------------- | ------------------- | -------------------- |
| 2016  | Crèche et logements Brochet             | Crèche 24 places et logements passifs                                                          | R²D² Architecture          | Sceptre             | Ixelles              |
| 2015  | Logements Navez-Portaels                | 5 logements passifs                                                                            | V+ et MS-a                 | Navez-Portaels      | Schaerbeek           |
| 2014  | Place communale de Molenbeek-Saint-Jean | Réaménagement de la place communale                                                            | A Practice                 | Cinéma - Belle-Vue  | Molenbeek-Saint-Jean |
| 2014  | Passerelle Place Verboekhoven           | Passerelle qui relie les deux côtés de la Place Verboekhoven, dite « Cage aux ours »           | MS-a et Ney                | Navez-Portaels      | Schaerbeek           |
| 2012  | Maison Saint-Denis                      | Crèche 36 places et Maison de l'emploi et de l'entreprise                                      | A2M sprl                   | Saint-Denis         | Forest               |
| 2012  | Îlot Cygnes-Digue                       | 14 logements basse énergie                                                                     | Ledroit - Pierret - Polet  | Malibran            | Ixelles              |
| 2011  | Ancienne Savonnerie Heymans             | Restructuration de la Savonnerie Heymans pour créer 42 logements sociaux et une halte-garderie | MDW Architecture           | Van Artevelde       | Bruxelles            |
| 2008  | Hall des sports Heyvaert                | Hall de sport et Maison de quartier                                                            | Pierre Blondel Architectes | Heyvaert            | Molenbeek-Saint-Jean |

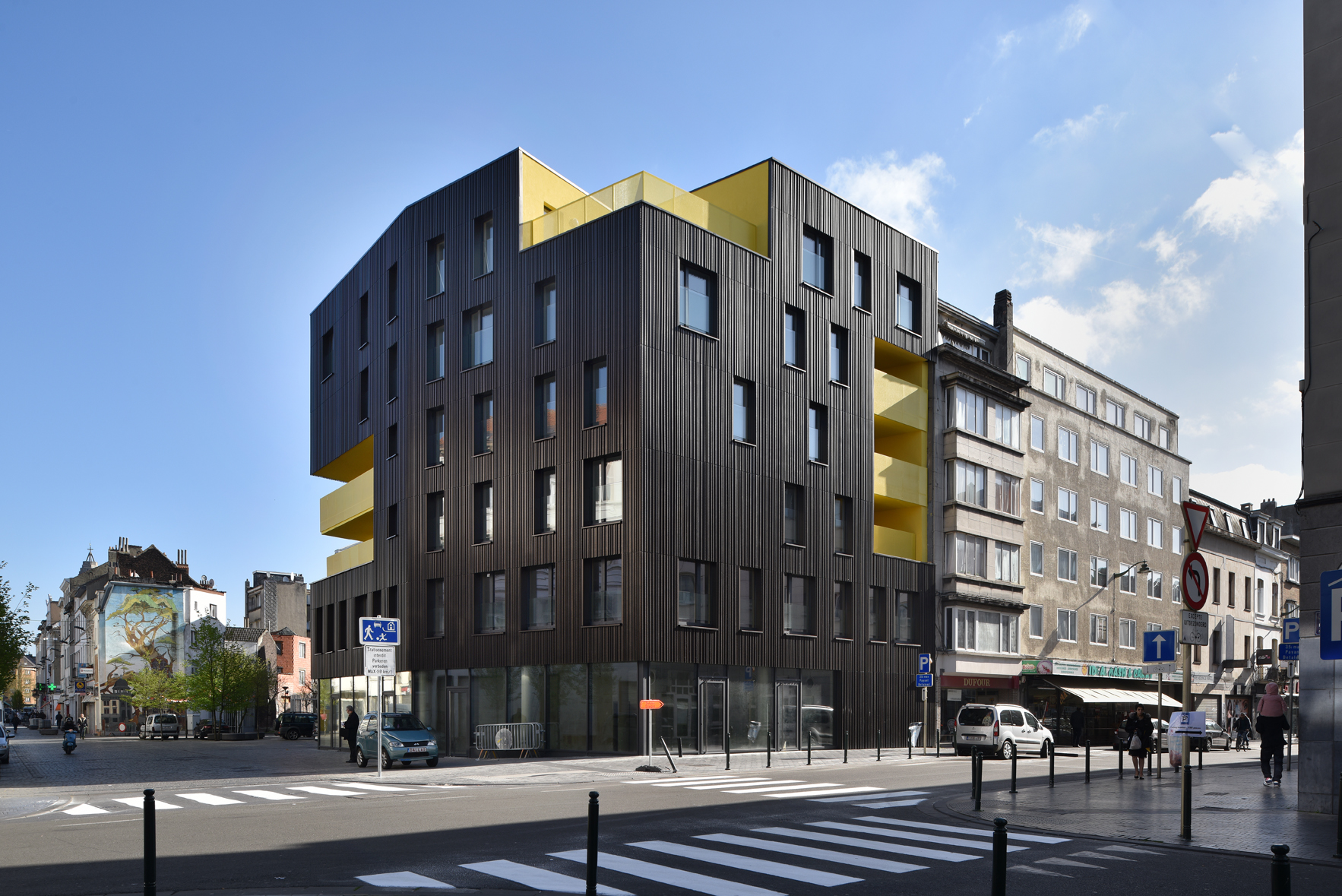
Logements Gand-Flandre à Molenbeek-Saint-Jean. Contrat de Quartier Cinéma Belle-Vue
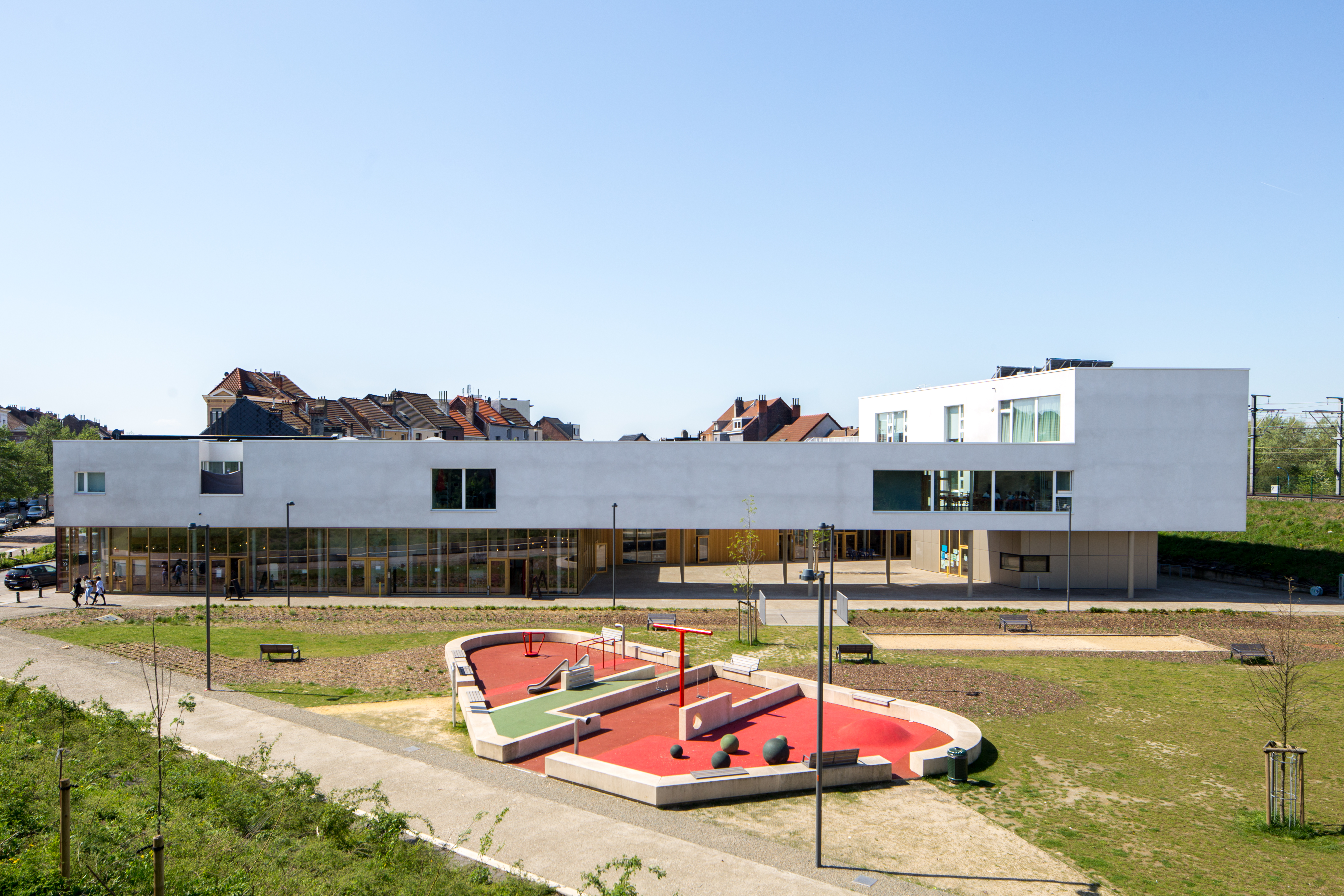
Projet Divercity à Forest. Contrat de Quartier Primeurs–Pont de Luttre
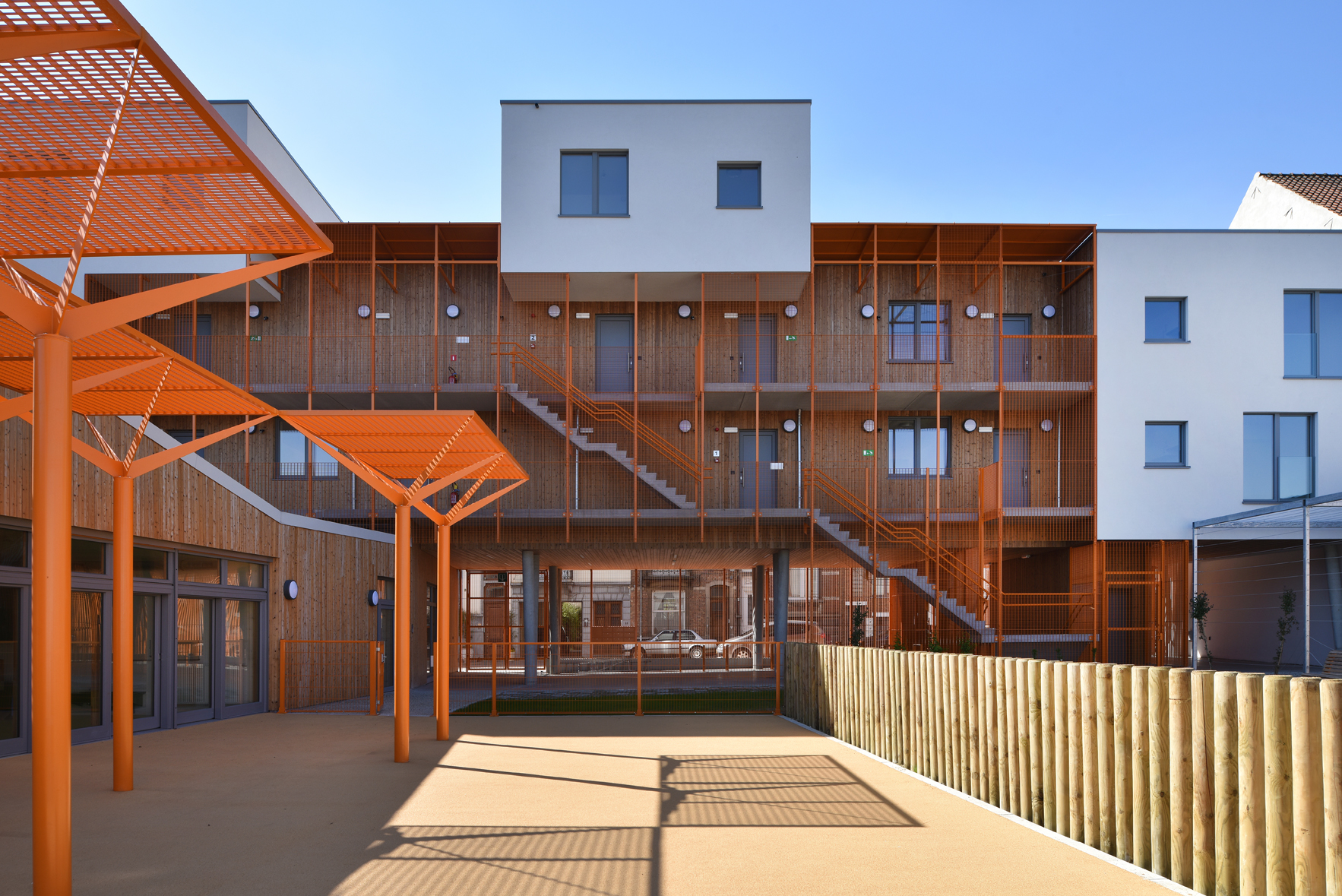
Logements et crèche Brochet à Ixelles. Contrat de Quartier Sceptre
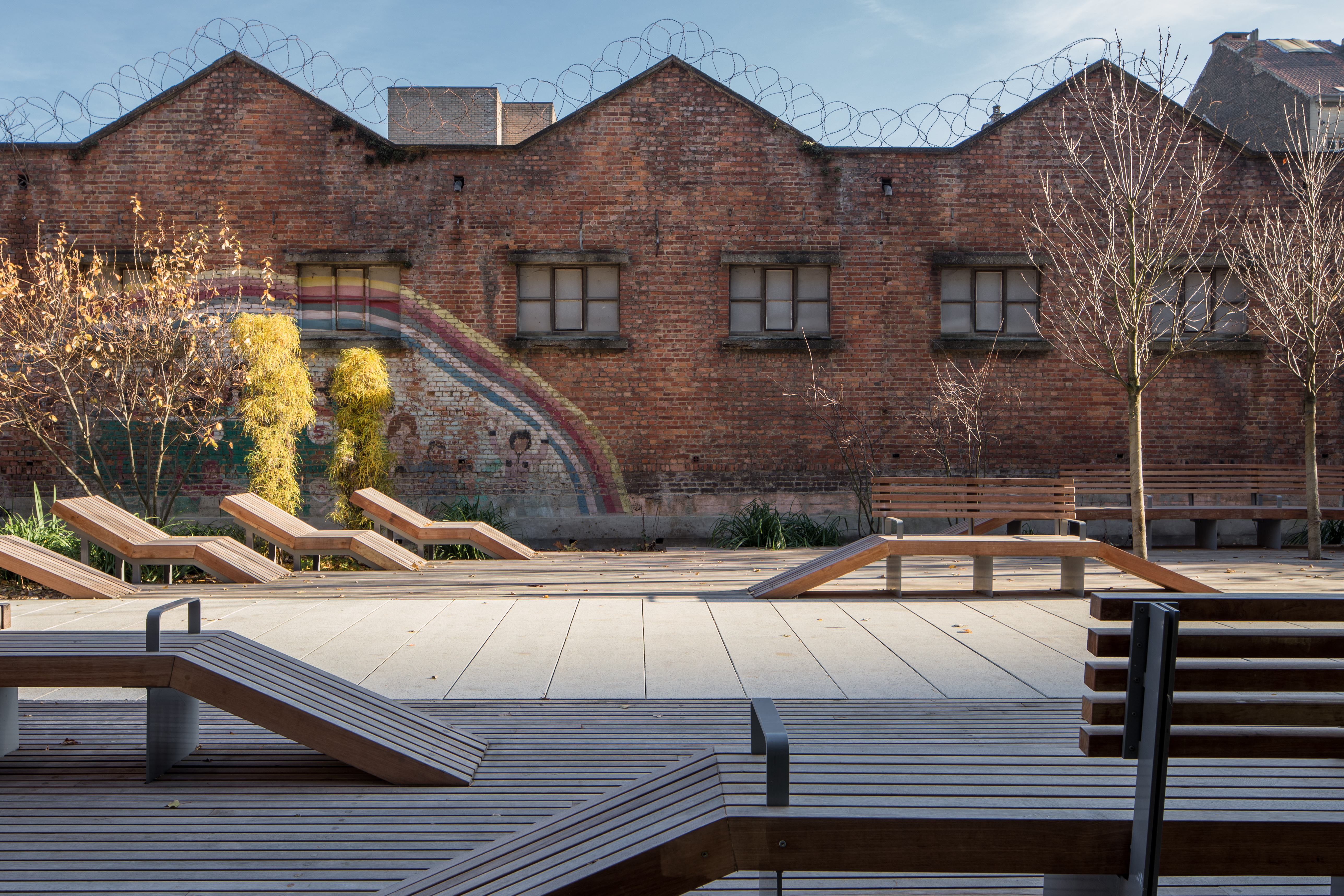
Parc de la Senne à Bruxelles. Contrat de Quartier Masui

## Liste des programmes
| Année | Nom                                    | Commune               |
| ----- | -------------------------------------- | --------------------- |
| 2023  | Petite Suisse                          | Ixelles               |
| 2023  | Conscience                             | Evere                 |
| 2023  | Villas de Ganshoren                    | Ganshoren             |
| 2022  | Cité Moderne                           | Berchem-Sainte-Agathe |
| 2022  | Versailles                             | Bruxelles             |
| 2022  | Deux Cités                             | Forest                |
| 2021  | Etangs Noirs                           | Molenbeek-Saint-Jean  |
| 2021  | Jacquet                                | Koekelberg            |
| 2021  | Héliport-Anvers                        | Bruxelles             |
| 2020  | Petite Colline                         | Schaerbeek            |
| 2020  | Bizet                                  | Anderlecht            |
| 2020  | Midi                                   | Saint-Gilles          |
| 2019  | Peterbos                               | Anderlecht            |
| 2019  | Autour du Parc de l'Ouest              | Molenbeek-Saint-Jean  |
| 2019  | Stephenson                             | Schaerbeek            |
| 2018  | Wiels sur Senne                        | Forest                |
| 2018  | Magritte                               | Jette                 |
| 2018  | Les Marolles                           | Bruxelles             |
| 2016  | Pogge                                  | Schaerbeek            |
| 2016  | Athénée                                | Ixelles               |
| 2015  | Biestebroeck                           | Anderlecht            |
| 2015  | Parvis - Morichar                      | Saint-Gilles          |
| 2014  | Abbaye                                 | Forest                |
| 2014  | Chasse-Gray                            | Etterbeek             |
| 2014  | Jonction                               | Bruxelles             |
| 2014  | Petite Senne                           | Molenbeek-Saint-Jean  |
| 2013  | Axe Louvain                            | Saint-Josse-ten-Noode |
| 2013  | Bockstael                              | Bruxelles             |
| 2013  | Compas                                 | Anderlecht            |
| 2013  | Maelbeek                               | Ixelles               |
| 2012  | Albert                                 | Forest                |
| 2012  | Autour de Léopold II                   | Molenbeek-Saint-Jean  |
| 2012  | Bosnie                                 | Saint-Gilles          |
| 2012  | Reine - Progrès                        | Schaerbeek            |
| 2011  | Coteaux - Josaphat                     | Schaerbeek            |
| 2011  | Jardin aux Fleurs                      | Bruxelles             |
| 2011  | Koekelberg historique                  | Koekelberg            |
| 2011  | Scheut                                 | Anderlecht            |
| 2010  | Canal - Midi                           | Anderlecht            |
| 2010  | Helmet                                 | Schaerbeek            |
| 2010  | Liedekerke                             | Saint-Josse-ten-Noode |
| 2010  | Masui                                  | Bruxelles             |
| 2009  | Cinéma Belle-Vue                       | Molenbeek-Saint-Jean  |
| 2009  | Parc - Alsemberg                       | Saint-Gilles          |
| 2009  | Primeurs - Pont de Luttre              | Forest                |
| 2009  | Sceptre                                | Ixelles               |
| 2008  | Ecluse - Saint-Lazare                  | Molenbeek-Saint-Jean  |
| 2008  | Navez - Portaels                       | Schaerbeek            |
| 2008  | Rouppe                                 | Bruxelles             |
| 2008  | Saint-Antoine                          | Forest                |
| 2007  | Fontainas                              | Saint-Gilles          |
| 2007  | Lemmens                                | Anderlecht            |
| 2007  | Maison Rouge                           | Bruxelles             |
| 2007  | Rives Ouest                            | Molenbeek-Saint-Jean  |
| 2006  | Carton de Wiart - Cœur de Jette        | Jette                 |
| 2006  | Les Quais                              | Bruxelles             |
| 2006  | Méridien de Bruxelles                  | Saint-Josse-ten-Noode |
| 2006  | Saint-Denis                            | Forest                |
| 2005  | Ateliers - Mommaerts                   | Molenbeek-Saint-Jean  |
| 2005  | Aumale - Wayez                         | Anderlecht            |
| 2005  | Lehon - Kessels                        | Schaerbeek            |
| 2005  | Léopold à Léopold                      | Bruxelles             |
| 2004  | Conseil                                | Anderlecht            |
| 2004  | Escaut - Meuse                         | Molenbeek-Saint-Jean  |
| 2004  | Malibran                               | Ixelles               |
| 2004  | Princesse Elisabeth                    | Schaerbeek            |
| 2003  | Métal - Monnaies                       | Saint-Gilles          |
| 2003  | Quartier Maritime                      | Molenbeek-Saint-Jean  |
| 2003  | Van Artevelde                          | Bruxelles             |
| 2003  | Vanhuffel                              | Koekelberg            |
| 2002  | Blyckaerts                             | Ixelles               |
| 2002  | Heyvaert                               | Molenbeek             |
| 2002  | Jérusalem                              | Schaerbeek            |
| 2002  | Palais Outre-Ponts                     | Bruxelles             |
| 2001  | Aerschot                               | Schaerbeek            |
| 2001  | Chimiste                               | Anderlecht            |
| 2001  | Fonderie Pierron                       | Molenbeek-Saint-Jean  |
| 2001  | Square Delhaye                         | Saint-Josse-ten-Noode |
| 2001  | Théodore Verhaegen                     | Saint-Gilles          |
| 2000  | Brabant                                | Schaerbeek            |
| 2000  | Crystal - Etangs Noirs                 | Molenbeek-Saint-Jean  |
| 2000  | Péqueur - Aviation                     | Anderlecht            |
| 2000  | Rue Verte                              | Saint-Josse           |
| 2000  | Tanneurs                               | Bruxelles             |
| 1999  | Duchesse de Brabant                    | Molenbeek-Saint-Jean  |
| 1999  | Goujons - Révision                     | Anderlecht            |
| 1999  | Houwaert - Bossuet                     | Saint-Josse-ten-Noode |
| 1999  | Nord                                   | Bruxelles             |
| 1997  | Marie-Christine                        | Bruxelles             |
| 1997  | Pavillon                               | Schaerbeek            |
| 1997  | Rempart des Moines                     | Bruxelles             |
| 1997  | Rosée                                  | Anderlecht            |
| 1994  | Anneessens - Fontainas                 | Bruxelles             |
| 1994  | Anvers - Alhambra                      | Bruxelles             |
| 1994  | Barrière - Bethléem - Église St-Gilles | Saint-Gilles          |
| 1994  | Gray                                   | Ixelles               |
| 1994  | Saint-Jean-Baptiste                    | Molenbeek             |
| 1994  | Wielemans                              | Forest                |